# تيم هورتونز

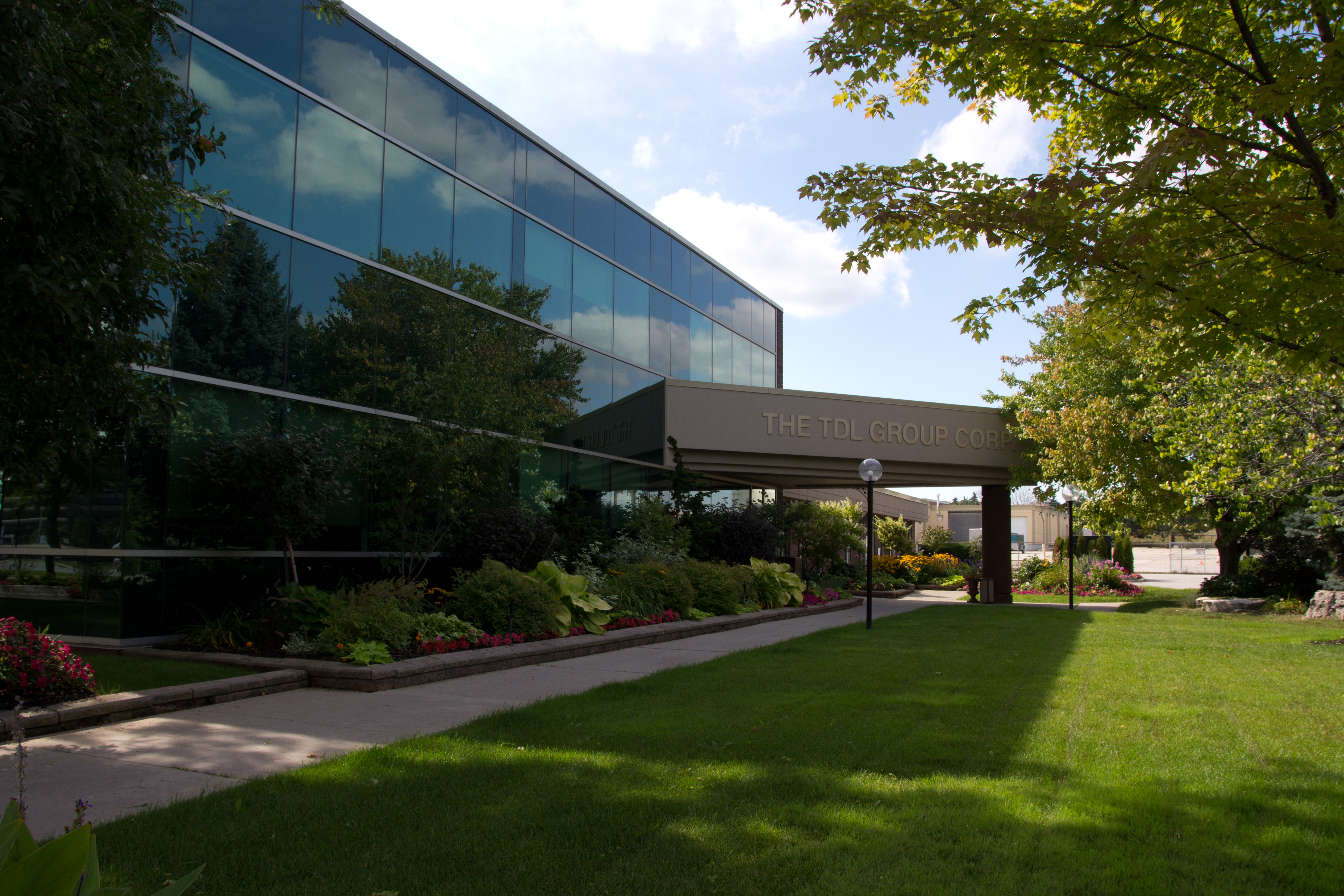
المقر الرئيسي

شركة تيم هورتون، وتُعرف عالمياً بـ «مقهى ومخبز تيم هورتونز» هي شركة متعددة الجنسيات في كندا، تقدم منتجات في مجال المطاعم السريعة، وتشتهر بتقديم القهوة والدونات. وتعتبر أكبر سلسلة مطاعم سريعة في كندا. ففي شهر أيلول (سبتمبر) 2014، كانت الشركة تملك 3665 مطعماً في كندا و869 مطعماً في الولايات المتحدة و56 في منطقة الخليج العربي.

## التاريخ
تأسست الشركة على يد لاعب هوكي الجليد الكندي تيم هورتون وجيم تشاراد عام 1964 في هاميلتون، بعد مشروع أولى في مطاعم الهمبرغر. عام 1967، تشارك هورتون مع المستثمر رون جويس الذي تولّى إدارة العمليات بعد وفاة هورتون عام 1974. وسّع هورتون سلسلة المطاعم بفضل حق الامتياز الذي بلغت قيمته بضعة ملايين من الدولارات. ترك تشاراد الشركة عام 1966، ثم عاد إليها لفترات وجيزة عام 1970 وما بين عامي 1993 و1996.
انتشرت فروع مطاعم تيم هورتونز بسرعة وتفوقت في نهاية المطاف على ماكدونالدز كأكبر شركة طعام كندية، افتتحت الشركة ضعف عدد منافذ ماكدونالدز للبيع في كندا وتجاوزت مبيعاتها نطاق منظومة عمليات ماكدونالدز في كندا بدأ من 2002. شكّلت السلسلة حوالي 22.6% من عوائد قطاع الوجبات السريعة في كندا عام 2005. وحوالي 76% من حصة سوق المخبوزات الكندي (حسب عددالعملاء المخدومين) وحوالي 62% من سوق القهوة الكندي (مقارنة بستاربكس التي حازت المركز الثاني بنسبة 7%).
اندمجت سلسلة مطاعم تيم هورتونز في 8 أغسطس 1995 مع سلسلة مطاعم الوجبات السريعة الأمريكية وينديز، بعد أن جربا في عام 1992 افتتاح مطعم لكل منهما في نفس المبنى في بلدة مونتاغ في جزيرة الأمير إدوارد ونجحا في تقديم خدمة تكاملية من الوجبات السريعة والقهوة والكعك للجمهور. انفصلت الشركتان بعد ذلك في 24 سبتمبر 2006.
بدأ تداول أسهم الشركة في 24 مارس 2006 بطرح عام أولي بلغت قيمته 27 دولارًا كنديًا للسهم الواحد، مما أدى إلى جمع ما يزيد عن 700 مليون دولارًا كنديًا في اليوم الأول من التداول. وأضيفت أسهم الشركة بعد انفصالها عن وينديز إلى مؤشر سوق الأسهم الكندي القياسي، ومؤشر إس أند بي/تي إس إكس المركب، ومؤشر إس أند بي/تي إس إكس 60.
أصبحت تيم هورتونز في 28 سبتمبر 2009 شركة عامة مدرجة في بورصة تورنتو.
بدأت سلسلة مطاعم تيم هورتونز في تفعيل نظام الدفع بالبطاقات الائتمانية في نوفمبر 2010.
في ديسمبر 2011، افتتحت تيم هورتنز مطعمها رقم 4000.
في 26 آب (أغسطس) 2014، وافقت شركة برجر كنج على شراء تيم هورتونز مقابل 11.4 مليار دولار أمريكي. وبذا أصبحت السلسلة تابعة لشركة المطاعم العالمية القابضة في 15 كانون الأول (ديسمبر) 2014، وهي مملوكة بأغلبيتها من قبل شركة 3جي كابيتال البرازيلية.
بدءًا من أكتوبر 2018، بدأت شركة تيم هورتنز في تركيب أكشاك الخدمة الذاتية في بعض المواقع في أونتاريو. في فبراير 2019، بدأت شركة تيم هورتنز في نشر تركيب أكشاك الخدمة الذاتية في جميع أنحاء كندا.

## الفروع والمواقع

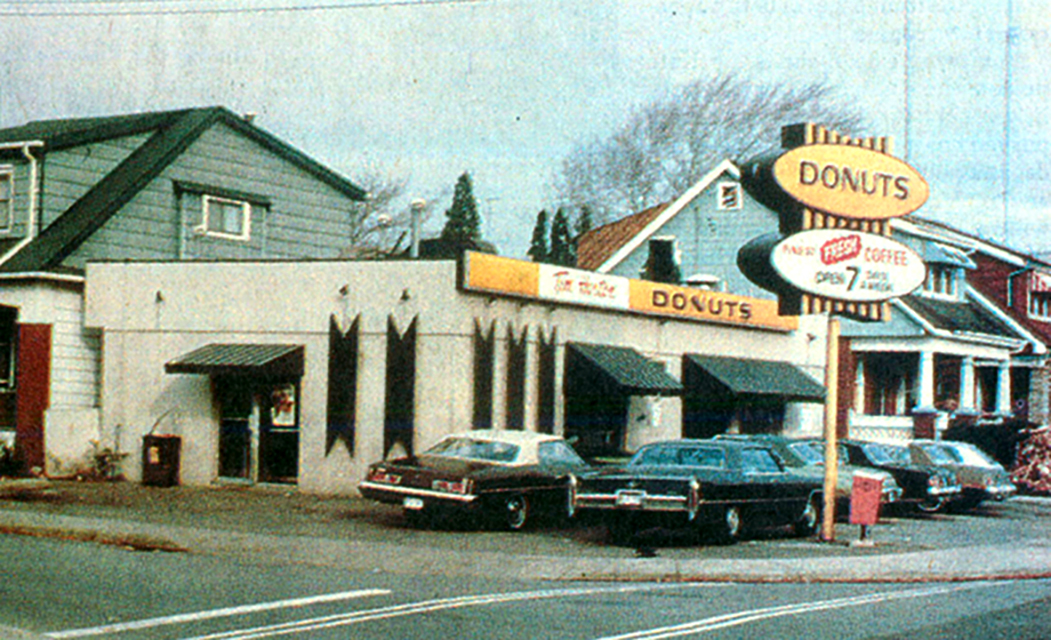
أول مطعم لتيم هورتنز والذي افتتح عام 1964 في مدينة هاميلتون بمقاطعة أونتاريو الكندية

افتتح أول مطعم من سلسلة تيم هورتونز في 17 مايو 1964 في مدينة هاميلتون بمقاطعة أونتاريو الكندية، وكان يسمى حينئذٍ مطعم تيم هورتون دوناتس، ثم اختصر الاسم بعد ذلك ليصبح تيم هورتون، وبعد نمو السلسلة تحول الاسم إلى تيم هورتونز. أخذت فروع مطاعم تيم هورتونز تتزايد وتنتشر بشكلٍ ملحوظ في أنحاء كندا حتى افتتح مطعمها رقم 500 في عام 1991.
ضمت سلسلة مطاعم تيم هورتونز في نهاية عام 2018 نحو 4846 مطعمًا في 14 دولة حول العالم.

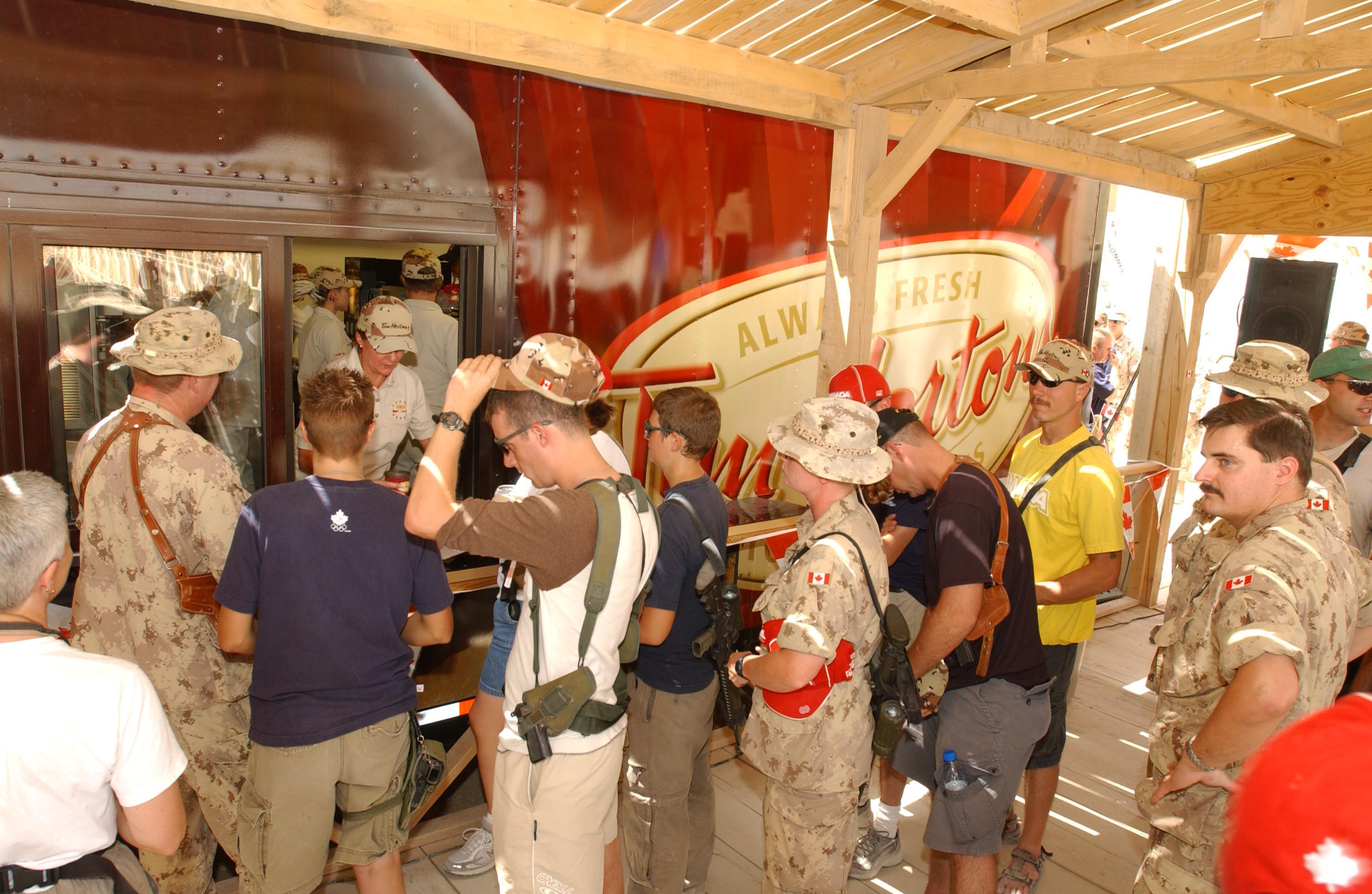
مطعم تيم هورتونز في قاعدة قندهار العسكرية في أفغانستان

تتواجد مطاعم تيم هورتونز في بعض القواعد العسكرية لخدمة القوات المسلحة الكندية والقوات المتحالفة معها مثل قاعدة قندهار في أفغانستان، وقاعدة أبردين بروفينج جراوند في ولاية ميريلاند الأمريكية، وقاعدة فورت نوكس في ولاية كنتاكي الأمريكية، والمحطة البحرية نورفولك في ولاية فرجينيا الأمريكية.

## تيم هورتونز في الشرق الأوسط
يقع المقر الإقليمي لتيم هورتونز في الشرق الأوسط في مركز الملك عبد الله المالي في الرياض. المقر مسؤول عن عمليات هورتونز في منطقة الشرق الأوسط وشمال أفريقيا والهند.
بدأت تيم هورتنز (الشرق الأوسط) نشاطها عام 2011 ومنذ ذلك الحين أصبحت أكبر سلسلة فروع للشركة خارج أمريكا الشمالية. وتدير تيم هورتونز (الشرق الأوسط) حاليا 148 متجرا عبر دول مجلس التعاون الخليجي وتستهدف الشركة توسيع شبكتها عبر المملكة العربية السعودية والكويت وقطر والإمارات العربية المتحدة والبحرين وعمان بالإضافة إلى الهند ومصر.

## قوائم الطعام

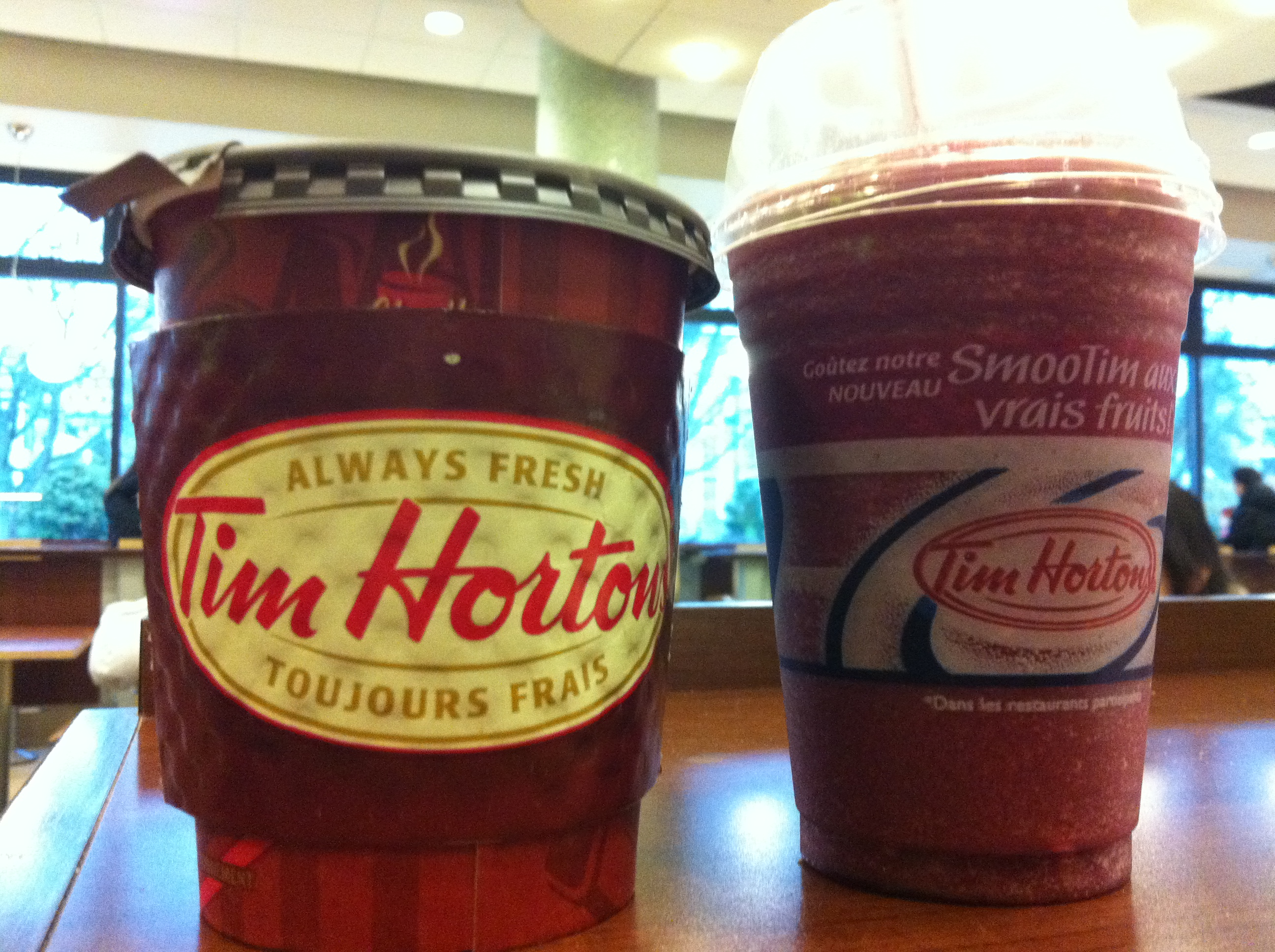
شاي وعصير في تيم هورتونز

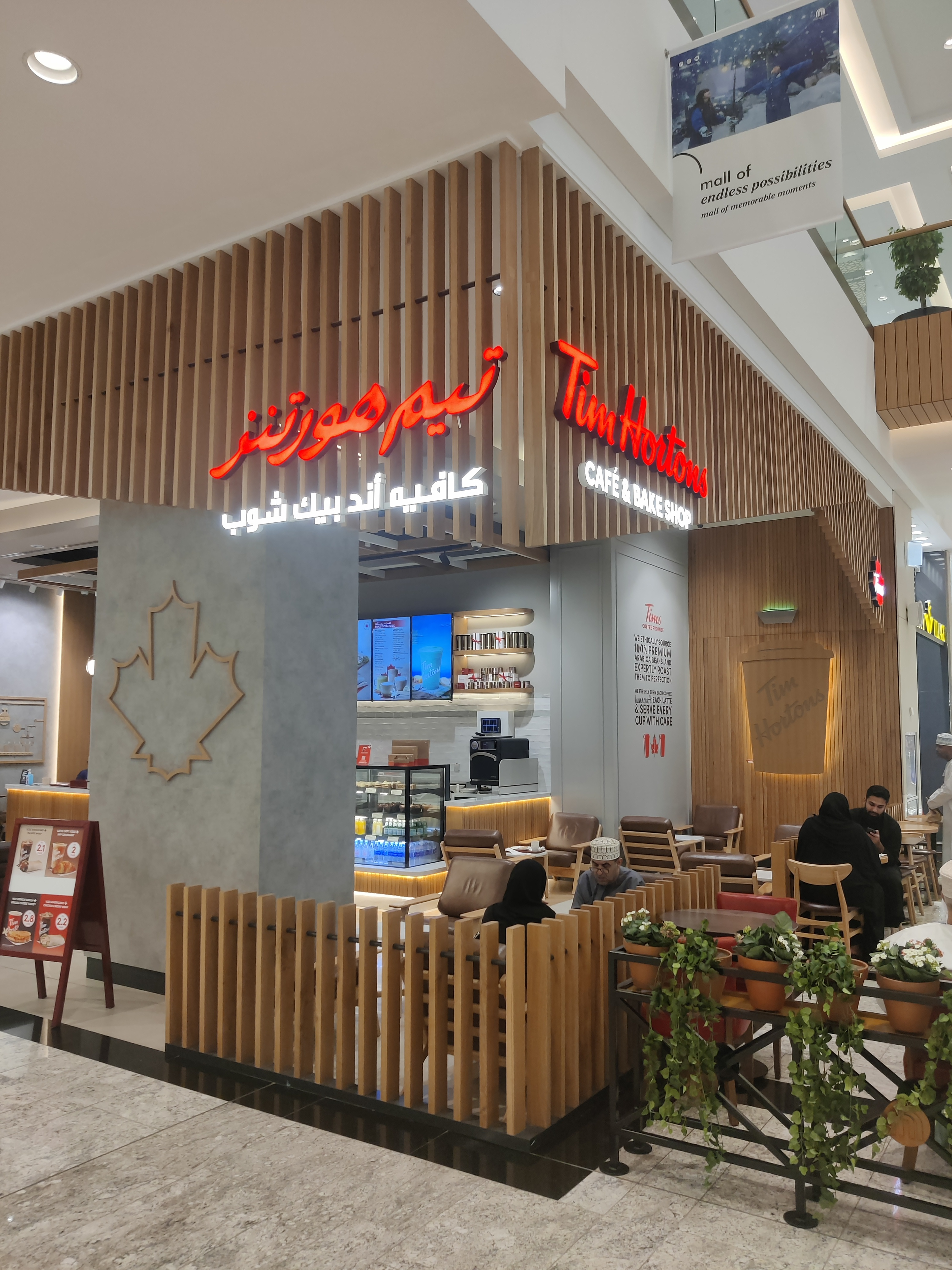

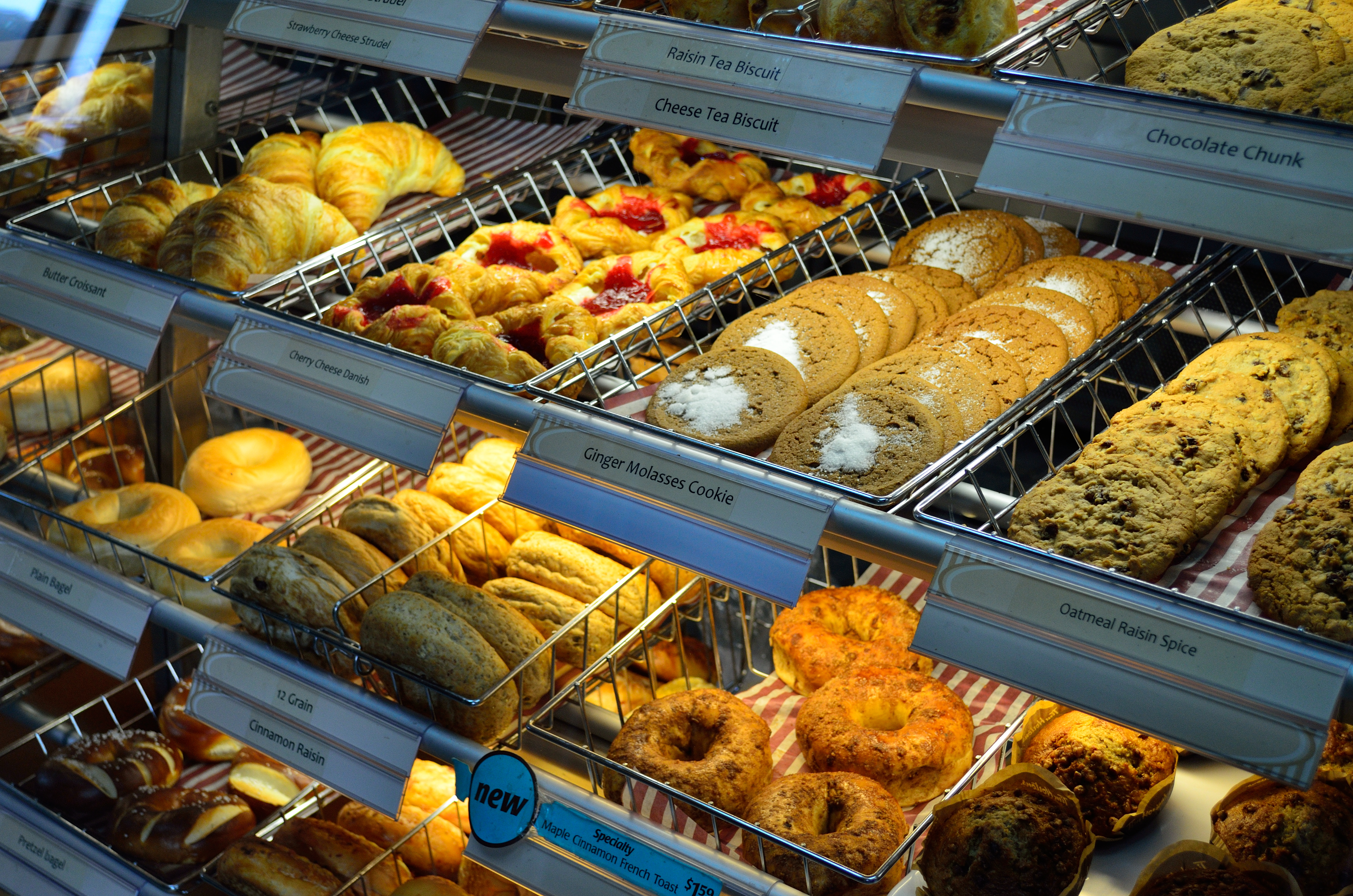
مخبوزات تيم هورتونز

تركز تيم هورتونز بشكلٍ رئيسي على تقديم القهوة والكعك، إلا أن قوائم طعامها تشمل بعض المشروبات والأطعمة والوجبات الخفيفة الأخرى، ومن بين المشروبات التي تقدمها تيم هورتونز: القهوة، والشاي، والشوكولاتة الساخنة، والمشروبات الغازية، وقد أضافت السلسلة إلى قائمة مشروباتها المزيد من أنواع المشروبات في منتصف تسعينيات القرن العشرين مثل: الكابتشينو المنكه، والكابتشينو المثلج، والقهوة المثلجة. ومن بين الأطعمة التي تقدمها تيم هورتونز أنواعًا مختلفة من المخبوزات مثل كعك الدونات، وكعك الجبن على طريقة نيويورك، والكرواسون، وبسكويت الشاي، والكوكيز، واللفائف، والمافن، والدنش، كما تقدم أنواعًا من الأطعمة تصلح لوجبات الغذاء مثل أنواع الحساء والشطائر.
قدمت مطاعم تيم هورتونز الهامبرغر لبعض الوقت قبل أن تتم إزالته من قوائم عامها في عام 2019 لضعف مبيعاته.

## الإيرادات
حققت تيم هورتونز في ربع سبتمبر من عام 2013 إيرادات بقيمة 794 مليون دولار أمريكي وصافي ربح 111 مليون دولارًا أمريكيًا.

## روابط خارجية
- الموقع الرسمي